# Lymeon tobiasi
Lymeon tobiasi là một loài tò vò trong họ Ichneumonidae.